# Maurice de Coppet
Pour les articles homonymes, voir Coppet (homonymie).
Maurice de Coppet, né le 17 juillet 1868 à Alais (auj. Alès) en France et mort à Nyon (Suisse) le 28 septembre 1930, est un ambassadeur et traducteur français.

## Biographie
Louis Jules Maurice Decoppet nait le 17 juillet 1868 à Alais dans le Gard. Il est fils d'Auguste Coppet, pasteur au temple protestant de l'Oratoire du Louvre, à Paris, et est frère de Mme Jules Siegfried. Il est licencié ès lettres et en droit, diplômé de l'École des sciences politiques. Il commence sa carrière en 1892. Il devient diplomate.
Il est ambassadeur de France en Éthiopie, puis en Finlande dans les années 1920. Il traduit du finnois et du suédois en français. Le 28 septembre 1930, il meurt happé par un train dans la gare de Nyon, en Suisse. Il avait alors 62 ans.
L’Académie française lui décerne le prix Jules-Janin en 1929 pour la traduction de Bucoliques de Virgile et un prix d’Académie en 1930 pour ses Cahiers de Finlande.

## Traductions
- Virgile, Bucoliques. 4. Pollion (-40), Poème de 63 vers, dédié à C. Asinius Pollion, qui annonce le retour prochain de l'humanité à l'âge d'or et la naissance d'un enfant auquel le sort a donné la chance de pouvoir vivre au cours de ce second âge d'or
- Virgile, Bucoliques, Recueil de dix poèmes de caractère pastoral, Bucoliques
- Juhani Aho (1861-1921), Copeaux, 93 p., Nantes, l'Élan , 1991
- Runar Schildt (1888-1925), Le retour, 111 p., Nantes, l'Élan , 2005
- Runar Schildt (1888-1925), Blancs et rouges, 145 p., Helsinki, W. Söderstrom , 1929
- Juhani Aho (1861-1921), Copeaux, Nouvelles, 109 p., Helsinki, W. Söderström , 1929
- Dimanche, roman finlandais, 1 vol. (247 p.), Feux croisés, Paris, Plon , 1947
- Dimanche, roman finlandais, 275 p., Paris, Plon , 1927
- John Galsworthy (1867-1933), La fleur sombre, 1 vol. (340 p.), Paris, Calmann-Lévy, éditeurs , 1921
- Virgile, Les Bucoliques de "Virgile", traduites en alexandrins, Helsingfors , 1928. In-8°
- Robert Hugh Benson (1871-1914), Les nécromanciens, roman, 1 vol. (316 p.), Paris, les éditions G. Crès et Cie , 1926
- Arvid Järnefelt (1861-1931), L'océan de la vie, Nouvelles, 1 vol. (123 p.), Helsinki, W. Söderström , 1929
- Zacharias Topelius (1818-1898), Œil d'étoile ; suivi de La perle d'Adalmira. - et Lasse le petit, 1 vol. (47 p.), trad. de : "Stjärnöga" ; "Adalminas pärla" ; "Lasse liten", Nantes, l'Élan , 2008
- Zacharias Topelius, Pour les enfants, contes, 131 p., Helsinki, W. Söderström , 1929
- Frans Eemil Sillanpää (1888-1964), Près du sol, nouvelles, 105 p., Helsinki, W. Söderström , 1929
- Runar Schildt (1888-1925), Georges Braun (illustrations), Le retour, nouvelle, 28 p., "La Petite Illustration", no 341. Roman, no 152. 16 juillet 1927, Paris, "l'Illustration" , 1927
- Johan Ludvig Runeberg (1804-1877), Le roi Fialar, poème en 5 chants, Helsingfors, Librairie académique , 1929
- Johan Ludvig Runeberg (1804-1877), Le roi Fialar, poème en 5 chants, 1 vol. (88 p.), Helsinki,  W. Söderström , 1929
- Arvid Järnefelt (1861-1931), Sur la terre finlandaise, 1 vol. (94 p.), Bibliogr. de l'œuvre d'Arvid Jämefelt, p. 89-90, Nantes, l'Élan , 2006

## Préfacier
- Guèbrè Sellassié, Chronique du règne de Ménélik II, roi des rois d'Éthiopie, traduite de l'amharique par Tésfa Sellassié, publiée et annotée par Maurice de Coppet, Maisonneuve frères, 1930
- Jacques Faublée, L'Ethnographie de Madagascar, Bibliothèque d'Outre-mer, Musée de l'homme, Paris, les Éditions de France et d'Outre-mer, la Nouvelle édition (impr. de L. Pélamourgue) , 1946.